# 6099 Saarland
6099 Saarland eller 1991 UH4 är en asteroid i huvudbältet som upptäcktes den 30 oktober 1991 av den tyske astronomen Freimut Börngen vid Tautenburg-observatoriet. Den är uppkallad efter det tyska förbundslandet Saarland.
Asteroiden har en diameter på ungefär 6 kilometer.